# Carré du Poitou
Le Carré du Poitou est un fromage français, variante du Carré de l'Est, fabriqué en Poitou et dans les Charentes (région Nouvelle-Aquitaine). Sa forme carrée lui a donné son nom.
C'est un petit fromage à base de Fromages au lait de chèvre,  à pâte molle à croûte fleurie, d'un poids moyen de 250 grammes.
Sa période de dégustation optimale s'étale de mai à août après un affinage de 4 semaines, mais il est aussi excellent de mars à novembre.